# كاميشيمو

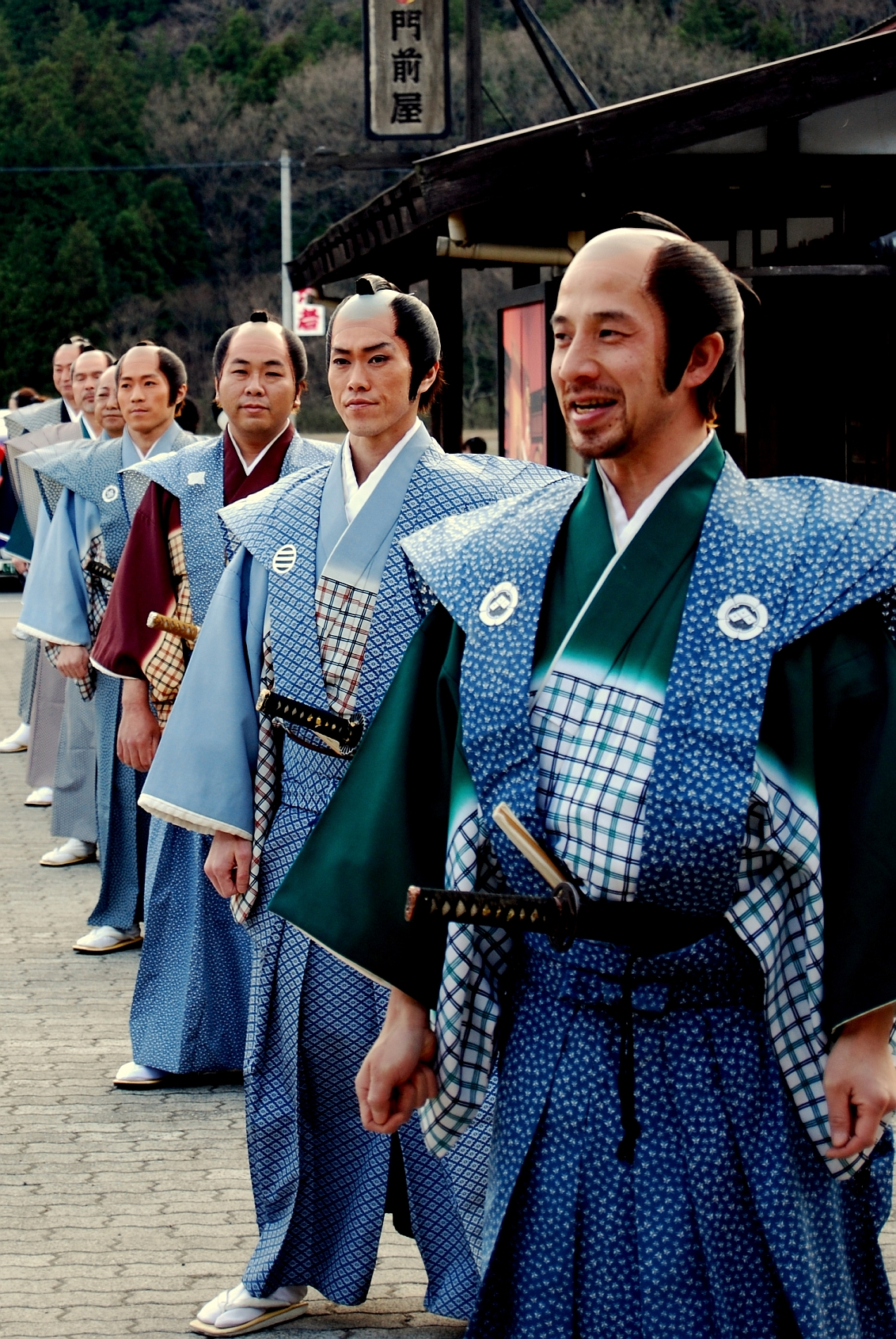
محاربو ساموراي يرتدون كاميشيمو.

كاميشيمو (باليابانية: 裃) هو أحد أنواع الملابس التقليدية اليابانية للذكور. يتكون عادة من كاتاغينو (سترة أكتاف) مع هاكاما ويلبس فوق الكوسوده. توجد مون على الظهر وكلا طرفي الصدر للكاتاغينو، وفي أربع مناطق على محيط خصر الهاكاما. في فترة إيدو كان الكاميشيمو يعتبر اللباس ذو أعلى درجة لدى محاربي الساموراي من غير ذوي الرتب، كما كان بإمكان سكان المدينة ذوي الرتب العالية ارتداءه، واليوم يرى في الكثير من المهرجانات التقليدية.